# Kellia (Égypte)
Pour les articles homonymes, voir Kellia.
Les Kellia (du grec κελλίον / kellíon, « les cellules » ; en arabe : el-Mouna), parfois désignés comme le désert des Kellia, sont un site archéologique situé en Égypte dans le désert Libyque et témoignant du premier monachisme chrétien des IVe et Ve siècles de notre ère.

## Situation
Les Kellia sont situées à environ 60 km au sud d'Alexandrie, sur le chemin entre le désert de Nitrie au nord et celui de Scété au sud, deux des principaux lieux de vies des pères du désert et du premier monachisme. Le site est plus précisément situé à environ 18 km au sud de Nitrie et à une quarantaine de kilomètres au nord de Scété. Les Kellia sont situés de nos jours dans le gouvernorat de Beheira, dans le markaz Ad-Dilinjāt, au sud du canal Nubarieh ou Noubariya.
Le site s'étend sur 20 km de longueur est-ouest pour une largeur de 8 km. Il est découpé en quatre Qouçoûr (localité) d'ouest en est : d'abord le Qouçoûr el-Roubaiyât, ensuite le Qouçoûr el-‘Izeila, puis le Qouçour el-‘Abîd et enfin, au sud-est de l'ensemble, le Qouçoûr ‘Isâ.

## Histoire
Le site est occupé depuis le IVe siècle de notre ère. Sa fondation vers l'an 338 est attribuée à Amoun des Kellia, sur les conseils et en compagnie d'Antoine le Grand, principalement pour répondre à la surpopulation du site de Nitrie. L'histoire de cette fondation est rapportée dans les Apophtegmes des Pères du désert. Le site est fondé dans un secteur désertique, mais situé à environ deux heures de marche des premières zones habitées, ce qui permet la visite des pèlerins issus des villages. Évagre le Pontique s'installe aux Kellia vers 385, après avoir vécu à Nitrie, et y compose la majorité de son œuvre jusqu'à sa mort en 399.
Le site du IVe siècle est caractérisé par une population d'anachorètes, passant la semaine en solitaire dans des cellules voûtées construites en briques crues et cuites. Ces cellules comportent plusieurs pièces dédiées à la vie quotidienne, à la prière, au stockage de denrées, et parfois à l’accueil d'un disciple. La cellule était entourée d'une cour fermée d'un mur dans laquelle était aménagé un puits.
Ces solitaires se retrouvent les samedis et dimanches à l'église pour la synaxe et les repas en commun. Ce bâtiment est construit des mêmes matériaux que les cellules. La communauté, majoritairement constituée de moines « laïcs », comprend un ou plusieurs prêtres pour célébrer l'eucharistie. À la fin du siècle, le plus célèbre prêtre des Kellia est Macaire d'Alexandrie. Le site accueille à cette époque, selon Pallade d'Hélénopolis, environ 600 moines.
Au début du Ve siècle, un autre prêtre, l'abbé Isaac, construit une hostellerie pour les pèlerins et les malades. Une seule église est présente sur le site jusqu'au milieu du Ve siècle. Après le concile de Chalcédoine de 451, lequel provoque un schisme entre les moines des Kellia, une seconde église est édifiée pour les Coptes orthodoxes.
Dans la seconde moitié du Ve siècle apparaissent sur le site des laures ou petits couvents où plusieurs cellules sont regroupées dans une même enceinte. L'église est toujours située à l’extérieur de celui-ci, parfois dans des complexes comprenant des magasins de stockage, voire plusieurs églises (jusqu'à trois regroupées à Qouçoûr ‘Isâ).

Aux VIe et VIIe siècles, la densité d'occupation du site augmente fortement, témoignant d'une institutionnalisation et du développement du phénomène monastique. Le site rassemble alors un grand nombre de couvents et monastères, et les cellules individuelles tendent à disparaître. Les monastères des Kellia sont restaurés et réoccupés au VIIe siècle sous le patriarcat de Benjamin Ier. 

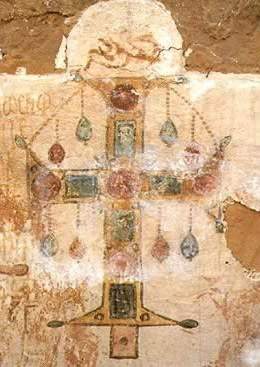
Croix chrétienne ornée de gemmes, peinte sur le site des Kellia, fin du VIe siècle.

 Pour Rodolphe Kasser, le site comprend près de 1 555 bâtiments, correspondant dans leur presque totalité à des cellules ou couvents, ce qui en fait le plus vaste site monastique copte. Pour Marguerite Rassart-Debergh, la principale zone d'occupation (les quatre Qouçoûr) compte plus de 800 kôms (collines de débris), témoignant d'autant de bâtiments. Plusieurs constructions sont conservées en élévation, y compris la voûte et les peintures et inscriptions qui les ornaient.
Les Kellia perdent progressivement en vitalité et densité d'occupation aux siècles suivants, mais certains monastères sont encore occupés au XIe siècle, lors du passage du géographe arabe Al-Bakri.

## Historique des recherches
Le site est mentionné dans plusieurs sources anciennes évoquant les pères du désert, notamment les Apophtegmes des Pères du désert, l'Historia monachorum in Aegypto, l'Histoire lausiaque et les Collationes de Jean Cassien.
L'analyse de ces sources anciennes, particulièrement par Hugh Evelyn-White (en), permet à Anthony de Cosson en 1937 puis à Antoine Guillaumont en 1964, d'identifier le site des Kellia aux kôms (collines de débris) d'El-Mouna. Ce dernier mène une première prospection archéologique du site cette même année.
Indépendamment, l'archéologue italien Annibale Evaristo Breccia, alors directeur du musée gréco-romain d'Alexandrie, y avait déjà mené quelques sondages à partir de 1904, sans pour autant identifier le site comme étant celui des Kellia.
Le site, menacé par l'expansion des terres cultivées, est fouillé pour la première fois en mars-avril 1965 d'abord par Antoine Guillaumont et François Daumas, directeur de l'Institut français d'archéologie orientale (IFAO) du Caire, puis par Rodolphe Kasser de l'Université de Genève. Ces archéologues dirigent ensuite respectivement les deux équipes, l'une française, l'autre suisse, qui mènent durant plusieurs décennies les fouilles sur le site.
L'équipe française concentre ses efforts sur le Qouçoûr el-Roubaiyât constituant la partie occidentale des Kellia, et le Qasr el-Waheida, isolé au nord-ouest du site. L'ensemble représente plus de 600 kôms. L'équipe suisse mène ses recherches sur le Qouçoûr el-‘Izeila, le Qouçour el-‘Abîd et le Qouçoûr ‘Isâ représentant environ 200 kôms. Les fouilles sont interdites sur le site entre 1969 et 1972 mais sont reprises par les deux équipes par la suite. À partir de 1970, le service égyptien des antiquités commence également à mener des sondages archéologiques dans les secteurs les plus menacés de Qouçoûr el-Roubaiyât.
En 1980, 40 % de la zone explorée par l'équipe française et 60 % de celle explorée par l'équipe suisse depuis le milieu des années 1960 ont disparu, détruits par l'aménagement d'une ligne de chemin de fer entre Alexandrie et Le Caire ou grignotés par l'expansion des villages et des zones cultivées. Ce constat provoque un regain des fouilles sur le site, pressé par l'urgence de la disparition des vestiges. Les fouilles françaises de l'Institut français d'archéologie orientale (IFAO) sont alors reprises par Renée-Georges Coquin et les fouilles suisses par la Mission suisse d’archéologie copte (MSAC) de l’Université de Genève et par le projet EK 8184, « Projet international de sauvetage scientifique des Kellia ». Le service égyptien des antiquités continue également ses fouilles sur le site, toujours dans le secteur menacé du Qouçoûr el-Roubaiyât.
Outre les fouilles classiques, les équipes mènent alors des prospections sur les secteurs les plus menacés par l'aménagement, dans une démarche proche de celle de l'archéologie préventive, parfois sous forme de mission conjointe entre l'IFAO et la MSAC. À partir de 1987, les équipes suisses se penchent sur d'autres secteurs, notamment le Qouçoûr Hégeila et le Qouçoûr ‘Ereima.
Les dernières campagnes de fouilles ont lieu au début des années 2000 et, en 2009, Marguerite Rassart-Debergh précise que le site a disparu au profit des cultures. En 2023 seule une superficie d'environ 2 km2 est préservée[réf. nécessaire] sur les 100 km2 topographiés par Rodolphe Kasser entre 1965 et 1972. Le mobilier archéologique mis au jour sur le site des Kellia est regroupé, et partiellement présenté au public, au musée copte du Caire.

## Voir aussi

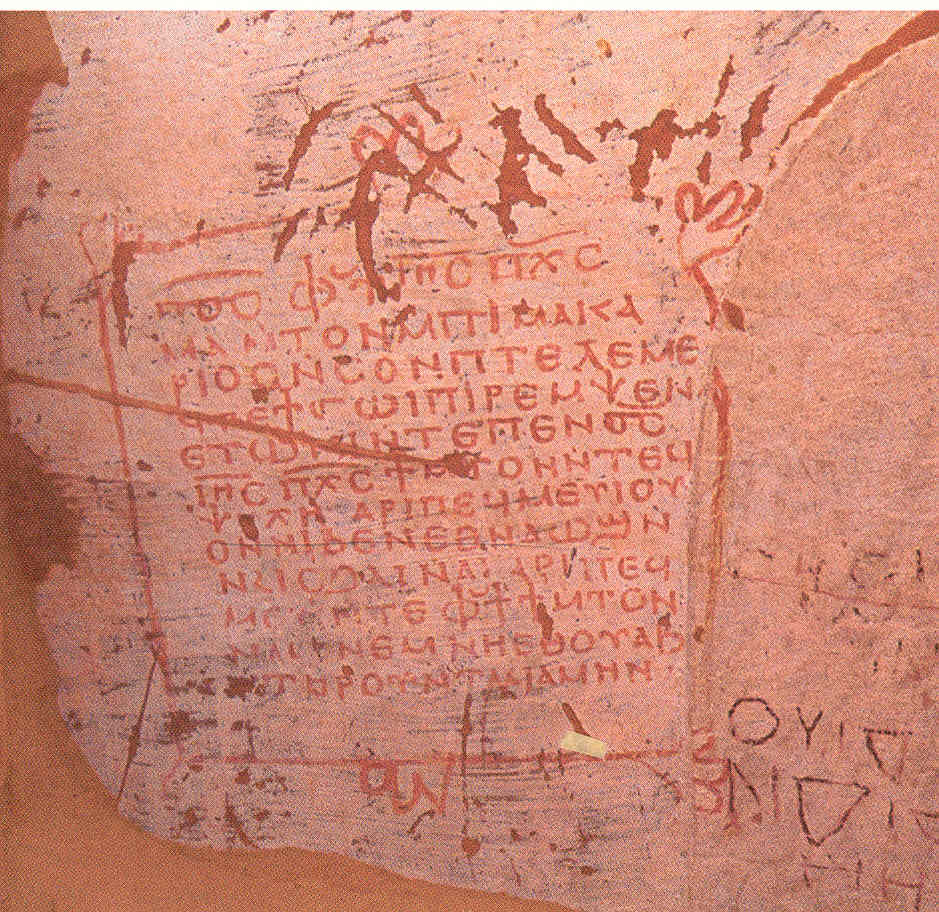
Inscription en langue copte sur le site des Kellia.

## Occupants célèbres des Kellia
- Amoun des Kellia[1] (fondateur)
- Évagre le Pontique[3]
- Macaire d'Alexandrie[6]
- Jean des Kellia